# Teeth (musical)
Teeth es un musical de Michael R. Jackson y Anna K. Jacobs, adaptado de la película de terror de 2007 del mismo nombre. Se estrenó Off-Broadway en 2024 en Playwrights Horizons.
El musical sigue a Dawn O'Keefe, una adolescente evangélica que enfrenta los desafíos de las citas adolescentes y la castidad cuando descubre que tiene dientes en la vagina.

## Sinopsis
Dawn O'Keefe es la líder de Promise Keeper Girls, un grupo de jóvenes cristianos bajo los auspicios de la iglesia dirigido por su padrastro, conocido como el Pastor. Dawn se pelea con su hermanastro, Brad, por un incidente cuando eran jóvenes en el que él le practicó fingering y recibió un corte como resultado. Sintiéndose emasculado, Brad recurre a los Truthseekers, un grupo de activistas virtuales por los derechos de los hombres, para recuperar una sensación de poder, pero el Pastor lo descubre masturbándose siguiendo las instrucciones de su líder, el Padrino, y lo golpea. Dawn lucha contra la tentación de romper su voto de castidad con su novio, Tobey. Van a nadar y se comprometen, luego comienzan a tener relaciones sexuales. Sin embargo, cuando Tobey comienza a volverse agresivo e ignora las súplicas de Dawn de que se detenga, la vagina de Dawn corta abruptamente el pene de Tobey y lo deja, muerto, flotando en el lago.
En el segundo acto, Ryan, el amigo de Dawn, le recomienda ver a un ginecólogo fuera de la ciudad. Aunque inicialmente se muestra comprensivo, revela tendencias depredadoras durante su examen que resultan en que Dawn le corte la mano dentro de la vagina. Ryan, un hombre gay en el armario, descubre que Dawn es una reencarnación de la diosa Dentata y sugiere que tener relaciones sexuales con el hombre adecuado la curará de su dentición vaginal. Los dos tienen relaciones sexuales, pero Ryan revela que estaba transmitiendo en vivo en secreto el encuentro para demostrar que ya no es gay. En un estado de venganza, Dawn vuelve a tener relaciones sexuales con él y le corta el pene. En una batalla final, las Promise Keeper Girls se enfrentan al Pastor y los Truthseekers, castrándolos y amenazando a la audiencia.

## Elenco y personajes
| Personaje                | Off-Broadway     |
| Personaje                | 2024             |
| ------------------------ | ---------------- |
| Dawn O'Keefe             | Alyse Alan Louis |
| Pastor Bill O'Keefe      | Steven Pasquale  |
| Brad/Truthseeker         | Will Connolly    |
| Tobey/Truthseeker        | Jason Gotay      |
| Ryan/Truthseeker         | Jared Loftin     |
| Promise Keeper Keke      | Helen Shen       |
| Promise Keeper Rachel    | Lexi Rhoades     |
| Promise Keeper Stephanie | Wren Rivera      |
| Promise Keeper Becky     | Courtney Bassett |
| Promise Keeper Fiona     | Phoenix Best     |
| Promise Keeper Trisha    | Jenna Rose Husli |

## Adaptación

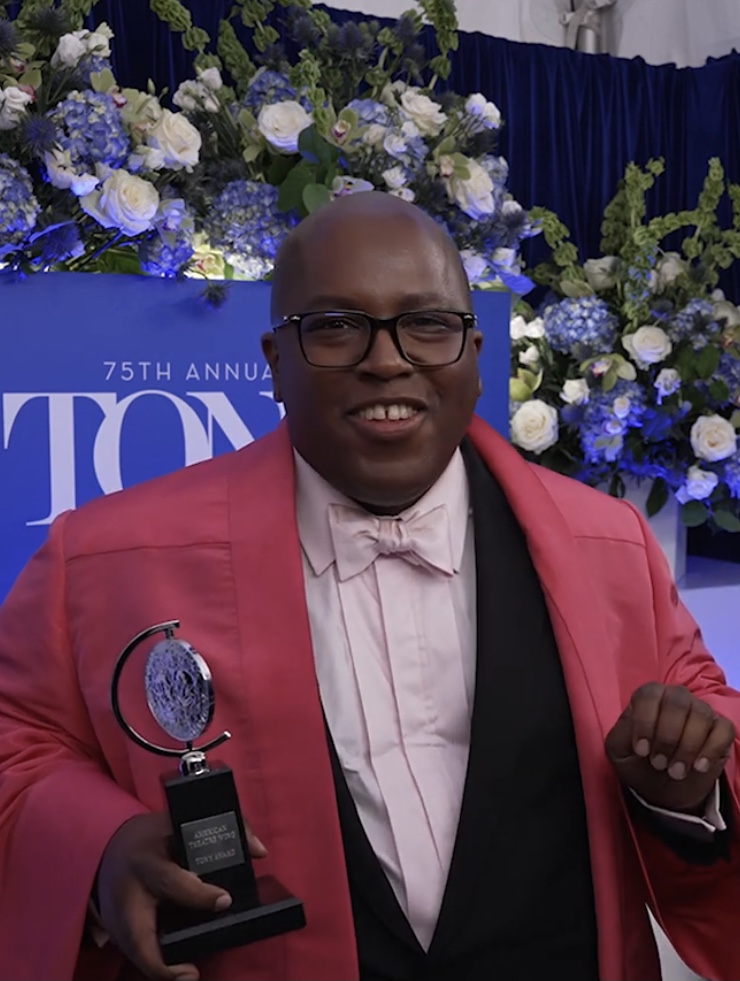
El escritor Michael R. Jackson ganó el premio Tony al mejor guion de un musical por su proyecto anterior, A Strange Loop.

Aunque se basa en la película Teeth de 2007, el musical hace algunos ajustes a los personajes, combinando los personakes de pastor y padrastro de Dawn y creando los personajes de Ryan y los Promise Keeper Girls. El musical también origina la historia incel de Brad.
La partitura de Jacobs abarca desde el rock cristiano hasta lo que ella describió como «una antigua Tori Amos femenina combinada con música ritual pagana de Stravinski».

## Producciones
Se realizaron versiones del espectáculo en el Instituto Sundance, Playwrights Horizons, Ars Nova y 54 Below.
El período en cartelera Off-Broadway inició con vistas previas en Playwrights Horizons el 21 de febrero de 2024 y se inauguró oficialmente el 19 de marzo después de un retraso de una semana debido a una enfermedad del elenco. Se amplió dos veces y su cierre estuvo previsto para el 28 de abril. Sarah Benson dirigió y Raja Feather Kelly coreografió.
En octubre de 2024 se estrenará una transferencia abierta comercial Off-Broadway de la producción de Playwrights Horizons en New World Stages. En junio se lanzará una grabación del elenco original.

## Recepción
El crítico de teatro de The New York Times, Jesse Green, elogió las «pegadizas melodías pop-rock de Jacobs con sus rimas inteligentes y obscenas», pero sugirió que la trama del musical está diseñada para encajar en el marco de su mensaje satírico. Un artículo del Times sobre el programa escrito por el periodista Erik Piepenburg lo llamó un «despertar feminista con un mordisco letal». Sara Holdren de Vulture elogió el uso del género de terror en el musical, yuxtaponiendo la crueldad «fantástica» de la violencia en el escenario con el realismo aterrador de las ideas que la sustentan. Para The Washington Post, Brittani Samuel lamentó el poder que tienen los hombres a la hora de definir el personaje de Dawn y comentó que «si bien todo es estridente y divertido, uno no puede evitar desear más para nuestra protagonista».
El musical recibió cuatro nominaciones al premio Drama Desk en 2024, específicamente a Mejor Musical, Mejor Guion, Mejor Libro y Mejor Actor Destacado para Steven Pasquale.